# Distrito de Saint-Pierre (La Reunión)
El distrito de Saint-Pierre es un distrito (en francés arrondissement) de Francia, que se localiza en el département La Reunión (en francés Réunion), de la région La Reunión (en francés Réunion).  Cuenta con 16 cantones y 8 comunas.
La capital de un arrondissement se llama sous-préfecture (subprefectura). Cuando un arrondissement contiene la prefectura (capital) del departamento, esa prefectura es la capital del arrondissement, y se comporta tanto como una prefectura como una subprefectura.

## División territorial

### Cantones
Los cantones del distrito de Saint-Pierre son:
1. Entre-Deux (cantón, Francia)
2. Petite-Île (cantón, Francia)
3. Saint-Joseph cantón primero (cantón, Francia)
4. Saint-Joseph cantón segundo (cantón, Francia)
5. Saint-Louis cantón primero (cantón, Francia)
6. Saint-Louis cantón segundo (cantón, Francia)
7. Saint-Louis cantón tercero (cantón, Francia)
8. Saint-Philippe (cantón, Francia)
9. Saint-Pierre cantón primero (cantón, Francia)
10. Saint-Pierre cantón segundo (cantón, Francia)
11. Saint-Pierre cantón tercero (cantón, Francia)
12. Saint-Pierre cantón cuarto (cantón, Francia)
13. Le Tampon cantón primero (cantón, Francia)
14. Le Tampon cantón segundo (cantón, Francia)
15. Le Tampon cantón tercero (cantón, Francia)
16. Le Tampon cantón cuarto (cantón, Francia)

### Comunas
| 1. Cilaos (97424)      | 2. Entre-Deux (97403)     | 3. Petite-Île (97405)   | 4. Saint-Joseph (97412) |
| 5. Saint-Louis (97414) | 6. Saint-Philippe (97417) | 7. Saint-Pierre (97416) | 8. Le Tampon (97422)    |